# 아번 (영국 의회 선거구)
아번 (Arfon)은 웨일스 귀네드에 위치한 영국 의회의 옛 선거구이다.
'아번'이란 말은 옛 지명으로 '앵글시섬을 마주보는'이란 뜻이며, 지금은 폐지된 자체 구의회도 있었다. 하지만 아번이라 불리던 지역보다 비교적 더 넓게 설정된 지역구로, 뱅고어시를 중심으로 베데스다, 카나번 마을에 대다수 지역민이 거주하고 있어, 농촌 지역보다는 도시 지역 유권자가 많다. 2010년 총선을 앞두고 웨일스 선거구 구획위원회가 신설하였으며, 기존의 카나번 지역구와 콘위 지역구 (뱅고어시 일대)를 통합해 신설하였다. 웨일스 의회에서는 2007년 웨일스 의회 선거부터 동명의 지역구가 설치되었다.
아번은 그레이트브리튼 본토의 지역구 중에서 유권자 규모로는 가장 작은 지역구였으며, 2011년 인구총조사 기준 인구는 60,573명이었다. 부족한 인구에도 지리적 특수성을 감안해 존치되고 있는 스코틀랜드의 도서 지역구인 너헬라넌어니어르와 오크니 셰틀랜드를 제외하면 가장 작은 선거구이기도 했다.
1885년부터 1918년까지 동명의 지역구가 존재했으며, 당시 카나번셔의 아번구를 대표하는 지역구였다. 1885년 이전이나 1918년부터 2010년까지는 카나번셔 지역구가 설치되어 있었다. 아번 지역구의 역대 의원은 자유당의 윌리엄 래스본 (~1895년), 자유당의 윌리엄 존스 (~1915년), 자유당의 캐러독 리스 (~1918년)이다. 리스 의원은 1915년 존스 의원의 사망으로 치러진 재보궐선거에서 당선되었다.
웨일스 구획위원회가 실시한 2023년 웨스트민스터 선거구 정기심의 결과 폐지 대상으로 선정되어 2024년 영국 총선부터 뱅거애버콘위와 뒤보르메이리오니드로 분할되었다.

## 역사
2010년 지역구 부활 당시 노동당, 플라이드 컴리, 보수당의 각축전이 되었으며 특히 보수당은 지역신문인 《카나번 헤럴드》가 '재기할 것'이라 보도할 정도로 귀추가 주목되었다. 애당초 지역구 경계 변동의 범위가 커지면서 논란도 컸고, 각 당은 이전에 비해 훨씬 예측할 수 없는 결과를 가늠해야 했다. 플라이트 컴리의 경우에는 뱅고어에서 당선자를 낸 적이 없었고 오히려 보수당의 윈 로버츠의원이 27년간, 노동당의 베티 윌리엄스 의원이 13년간 사이좋게 당선되었던 지역이라 더 고심할 수밖에 없었다. 다만 카나번시의 경우에도 플라이드 컴리 이외의 정당이 차지한 지 30년이 넘는 상황이었다.
하지만 2010년 총선에서는 숱한 우려를 깨고 플라이드 컴리가 지역구를 획득하였으며, 2015년에도 연이어 승리를 거뒀다. 2017년 총선에서는 겨우 92표차로 플라이드 컴리가 승리하여, 웨일스에서 가장 큰 접전을 벌이기도 했다.

## 지역구 정보

### 구획
1885년 신설 당시 뱅고어, 콘웨이, 넌콘웨이 (Nant-Conway) 구역으로 이뤄졌다. 여기에 카나번 구역의 흘란데이닐렌 교구 (Llanddeinilen)와 흘란베리스 교구 (Llanberis)까지 아번 지역구로 묶였다. 당시 카나번 지역구의 뱅고어와 콘웨이 구역을 가져왔으며, 자유보유지를 소유한 유권자만이 2차투표로 선거에 참여할 수 있었다.
2010년 신설된 지금의 지역구는 카나번 북부와 콘위 서부를 통합하여 만들어졌다.
현 지역구에 들어가는 선거지역은 모두 귀네드 주급자치시에 속해 있다. 아르흘레훼드, 베셀, 본트네위드, 카드난트, 쿰어글로, 데이니올, 데이니올렌, 데위, 가르스, 게를란, 글러데르, 그로이슬론, 헨드레, 히라일, 흘란베리스, 흘란흘러브니, 흘란리그, 흘라눈다, 마르호그, 메나이 (뱅고어시), 메나이 (카나번시), 오궨, 페블리그, 페니사르와인, 펜티르, 페너그로이스, 세욘트, 탈러사른, 트레가르스와 머니드흘란더가이, 와인바우르와 어벨린헬리가 아폰 지역구에 해당된다.

## 역대 국회의원

### 1885년~1918년
| 선거 | 선거        | 의원          | 정당        |
| ---- | ----------- | ------------- | ----------- |
|      | 1885        | 윌리엄 래스본 | 자유당      |
| 1895 | 윌리엄 존스 |               | 자유당      |
| 1915 | 캐러독 리스 |               | 자유당      |
|      | 1918        | 선거구 폐지   | 선거구 폐지 |

### 2010년~
| 선거 | 선거   | 의원            | 정당          |
| ---- | ------ | --------------- | ------------- |
|      | 2010년 | 하이웰 윌리엄스 | 플라이드 컴리 |

## 선거 결과

### 2010년대
| 선거                                                       | 선거 결과 | 선거 결과                                             | 후보                   | 후보                           | 정당     | 득표   | %      | ±%   |
| ---------------------------------------------------------- | --------- | ----------------------------------------------------- | ---------------------- | ------------------------------ | -------- | ------ | ------ | ---- |
| 2019년 총선 유권자수: 42,215 투표수: 29,074 (68.9%) (+0.7) |           | 웨일스당 유지 과반 득표: 2,781 (9.6%) +9.3 +4.6% 선회 |                        | 하이웰 윌리엄스                | 웨일스당 | 13,134 | 45.2   | +4.4 |
| 2019년 총선 유권자수: 42,215 투표수: 29,074 (68.9%) (+0.7) |           | 웨일스당 유지 과반 득표: 2,781 (9.6%) +9.3 +4.6% 선회 | 스테피 윌리엄스 로버츠 | 노동당                         | 10,353   | 35.6   | -4.9   |      |
| 2019년 총선 유권자수: 42,215 투표수: 29,074 (68.9%) (+0.7) |           | 웨일스당 유지 과반 득표: 2,781 (9.6%) +9.3 +4.6% 선회 | 고널 대니얼스          | 보수당                         | 4,428    | 15.2   | -1.2   |      |
| 2019년 총선 유권자수: 42,215 투표수: 29,074 (68.9%) (+0.7) |           | 웨일스당 유지 과반 득표: 2,781 (9.6%) +9.3 +4.6% 선회 | 게리 브리븐            | 브렉시트당                     | 1,159    | 4.0    |        |      |
| 2017년 총선 유권자수: 41,367 투표수: 28,208 (68.2%) (+1.9) |           | 웨일스당 유지 과반 득표: 92 (0.3%) -13.3 -6.7% 선회   |                        | 하이웰 윌리엄스                | 웨일스당 | 11,519 | 40.8   | -3.1 |
| 2017년 총선 유권자수: 41,367 투표수: 28,208 (68.2%) (+1.9) |           | 웨일스당 유지 과반 득표: 92 (0.3%) -13.3 -6.7% 선회   | 메리 클라크            | 노동당                         | 11,427   | 40.5   | +10.2  |      |
| 2017년 총선 유권자수: 41,367 투표수: 28,208 (68.2%) (+1.9) |           | 웨일스당 유지 과반 득표: 92 (0.3%) -13.3 -6.7% 선회   | 필리파 페리            | 보수당                         | 4,614    | 16.4   | =+3.3  |      |
| 2017년 총선 유권자수: 41,367 투표수: 28,208 (68.2%) (+1.9) |           | 웨일스당 유지 과반 득표: 92 (0.3%) -13.3 -6.7% 선회   | 케일럼 데이비스        | 자유민주당                     | 648      | 2.3    | -0.4   |      |
| 2015년 총선 유권자수: 40,492 투표수: 26,837 (66.3%) (+3.0) |           | 웨일스당 유지 과반 득표: 3,668 (13.6%) 8.0 +4.0% 선회 |                        | 하이웰 윌리엄스                | 웨일스당 | 11,790 | 43.9   | +7.9 |
| 2015년 총선 유권자수: 40,492 투표수: 26,837 (66.3%) (+3.0) |           | 웨일스당 유지 과반 득표: 3,668 (13.6%) 8.0 +4.0% 선회 | 알룬 퍼그              | 노동당                         | 8,122    | 30.3   | -0.1   |      |
| 2015년 총선 유권자수: 40,492 투표수: 26,837 (66.3%) (+3.0) |           | 웨일스당 유지 과반 득표: 3,668 (13.6%) 8.0 +4.0% 선회 | 앤웬 배리              | 보수당                         | 3,521    | 13.1   | -3.8   |      |
| 2015년 총선 유권자수: 40,492 투표수: 26,837 (66.3%) (+3.0) |           | 웨일스당 유지 과반 득표: 3,668 (13.6%) 8.0 +4.0% 선회 | 사이먼 월              | 영국 독립당                    | 2,277    | 8.5    | = +5.9 |      |
| 2015년 총선 유권자수: 40,492 투표수: 26,837 (66.3%) (+3.0) |           | 웨일스당 유지 과반 득표: 3,668 (13.6%) 8.0 +4.0% 선회 | 모하메드 술탄          | 자유민주당                     | 718      | 2.7    | -11.4  |      |
| 2015년 총선 유권자수: 40,492 투표수: 26,837 (66.3%) (+3.0) |           | 웨일스당 유지 과반 득표: 3,668 (13.6%) 8.0 +4.0% 선회 | 캐서린 존스            | 틀:정당색/영국을 확인해 주세요 | 409      | 1.5    |        |      |
| 2010년 총선 유권자수: 41,198 투표수: 26,078 (63.3%)        |           | 웨일스당 승리 과반 득표: 1,455 (5.6%)                 |                        | 하이웰 윌리엄스                | 웨일스당 | 9,383  | 36.0   |      |
| 2010년 총선 유권자수: 41,198 투표수: 26,078 (63.3%)        |           | 웨일스당 승리 과반 득표: 1,455 (5.6%)                 | 앨룬 퍼그              | 노동당                         | 7,928    | 30.4   |        |      |
| 2010년 총선 유권자수: 41,198 투표수: 26,078 (63.3%)        |           | 웨일스당 승리 과반 득표: 1,455 (5.6%)                 | 로빈 밀러              | 보수당                         | 4,416    | 16.9   |        |      |
| 2010년 총선 유권자수: 41,198 투표수: 26,078 (63.3%)        |           | 웨일스당 승리 과반 득표: 1,455 (5.6%)                 | 새라 그린              | 자유민주당                     | 3,666    | 14.1   | =      |      |
| 2010년 총선 유권자수: 41,198 투표수: 26,078 (63.3%)        |           | 웨일스당 승리 과반 득표: 1,455 (5.6%)                 | 엘루윈 윌리엄스        | 영국 독립당                    | 685      | 2.6    |        |      |

### 구 지역구 결과 (1885~1918)
| 선거                                                          | 선거 결과 | 선거 결과                                            | 후보                 | 후보          | 정당   | 득표          | %             | ±%            |
| ------------------------------------------------------------- | --------- | ---------------------------------------------------- | -------------------- | ------------- | ------ | ------------- | ------------- | ------------- |
| 1915년 재보궐선거                                             |           | 자유당 유지                                          |                      | 캐러독 리스   | 자유당 | 경쟁후보 없음 | 경쟁후보 없음 | 경쟁후보 없음 |
| 1911년 재보궐선거                                             |           | 자유당 유지                                          |                      | 윌리엄 존스   | 자유당 | 경쟁후보 없음 | 경쟁후보 없음 | 경쟁후보 없음 |
| 1910년 12월 총선                                              |           | 자유당 유지                                          |                      | 윌리엄 존스   | 자유당 | 경쟁후보 없음 | 경쟁후보 없음 | 경쟁후보 없음 |
| 1910년 1월 총선 유권자수: 10,153 투표수: 8,852 (87.2%) (+2.0) |           | 자유당 유지 과반 득표: 3,594 (40.6%) +0.4            |                      | 윌리엄 존스   | 자유당 | 6,223         | 70.3          |               |
| 1910년 1월 총선 유권자수: 10,153 투표수: 8,852 (87.2%) (+2.0) |           | 자유당 유지 과반 득표: 3,594 (40.6%) +0.4            | 아서 E. 휴즈         | 보수당        | 2,629  | 29.7          | -0.2          |               |
| 1906년 총선 유권자수: 9,948 투표수: 8,478 (85.2%)             |           | 자유당 유지 과반 득표: 3,412 (40.2%)                 |                      | 윌리엄 존스   | 자유당 | 5,945         | 70.1          |               |
| 1906년 총선 유권자수: 9,948 투표수: 8,478 (85.2%)             |           | 자유당 유지 과반 득표: 3,412 (40.2%)                 | 아서 E. 휴즈         | 보수당        | 2,533  | 29.9          |               |               |
| 1900년 총선                                                   |           | 자유당 유지                                          |                      | 윌리엄 존스   | 자유당 | 경쟁후보 없음 | 경쟁후보 없음 | 경쟁후보 없음 |
| 1895년 총선 유권자수: 9,136 투표수: 7,348 (83.3%)             |           | 자유당 유지 과반 득표: 1,628 (22.2%)                 |                      | 윌리엄 존스   | 자유당 | 4,488         | 61.1          |               |
| 1895년 총선 유권자수: 9,136 투표수: 7,348 (83.3%)             |           | 자유당 유지 과반 득표: 1,628 (22.2%)                 | 알프레드 윌리엄 휴즈 | 보수당        | 2,860  | 38.9          |               |               |
| 1892년 총선                                                   |           | 자유당 유지                                          |                      | 윌리엄 래스본 | 자유당 | 경쟁후보 없음 | 경쟁후보 없음 | 경쟁후보 없음 |
| 1886년 총선 유권자수: 9,136 투표수: 7,022 (76.9%) (-4.1)      |           | 자유당 유지 과반 득표: 1,122 (16.0%) -7.2 -3.6% 선회 |                      | 윌리엄 래스본 | 자유당 | 4,072         | 58.0          | -3.6          |
| 1886년 총선 유권자수: 9,136 투표수: 7,022 (76.9%) (-4.1)      |           | 자유당 유지 과반 득표: 1,122 (16.0%) -7.2 -3.6% 선회 | 헨리 플랫            | 보수당        | 2,950  | 42.0          | +3.6          |               |
| 1885년 총선 유권자수: 9,136 투표수: 7,400 (81.0%)             |           | 자유당 승리 과반 득표: 1,724 (23.2%)                 |                      | 윌리엄 래스본 | 자유당 | 4,562         | 61.6          |               |
| 1885년 총선 유권자수: 9,136 투표수: 7,400 (81.0%)             |           | 자유당 승리 과반 득표: 1,724 (23.2%)                 | 헨리 플랫            | 보수당        | 2,838  | 38.4          |               |               |

## 같이 보기
- 웨일스의 의회 선거구 목록